# Lejaren Hiller (Komponist)
Lejaren Arthur Hiller (* 23. Februar 1924 in New York City; † 26. Januar 1994 in Buffalo) war ein US-amerikanischer Komponist, Musiktheoretiker und Chemiker.

## Leben
Hiller interessierte sich schon frühzeitig für Musik, nahm Kompositionsunterricht bei Harvey Officer und Oboenunterricht bei Josef Marx. Er studierte dann bis 1947 Chemie an der Princeton University und parallel Musiktheorie und Komposition bei Milton Babbitt und Roger Sessions. Von 1946 bis 1952 arbeitete er in der Forschungsabteilung von DuPont in Waynesboro, Virginia, wo er das erste zuverlässige Verfahren zum Färben von Orlon entwickelte.
Ab 1952 unterrichtete Hiller an der Fakultät für Chemie der University of Illinois. Daneben setzte er seine musikalische Ausbildung bei Hubert Kessler fort. Er hatte an der Fakultät für Chemie Zugang zu Computern und experimentierte mit deren Einsatz bei der Komposition. So entstand 1957 als erste computergestützte Komposition seine ILLIAC Suite (String Quartet No. 4). 1958 wechselte er zur Fakultät für Musik und gründete dort das Experimental Music Studio für experimentelle Musik.
Ab 1968 war Hiller Professor für Komposition an der University of Buffalo. Er hatte zwei Fulbright-Lehraufträge: 1973–1974 an der Musikhochschule Warschau und 1980 in Salvador da Bahia. Neben seinen Komposition veröffentlichte Hiller auch mehrere Schriften zur Informationstheorie und ihrem Verhältnis zur Musik und zur Computermusik. Hiller war seit 1945 mit der Schauspielerin Elizabeth Halsey verheiratet.